# Fetești

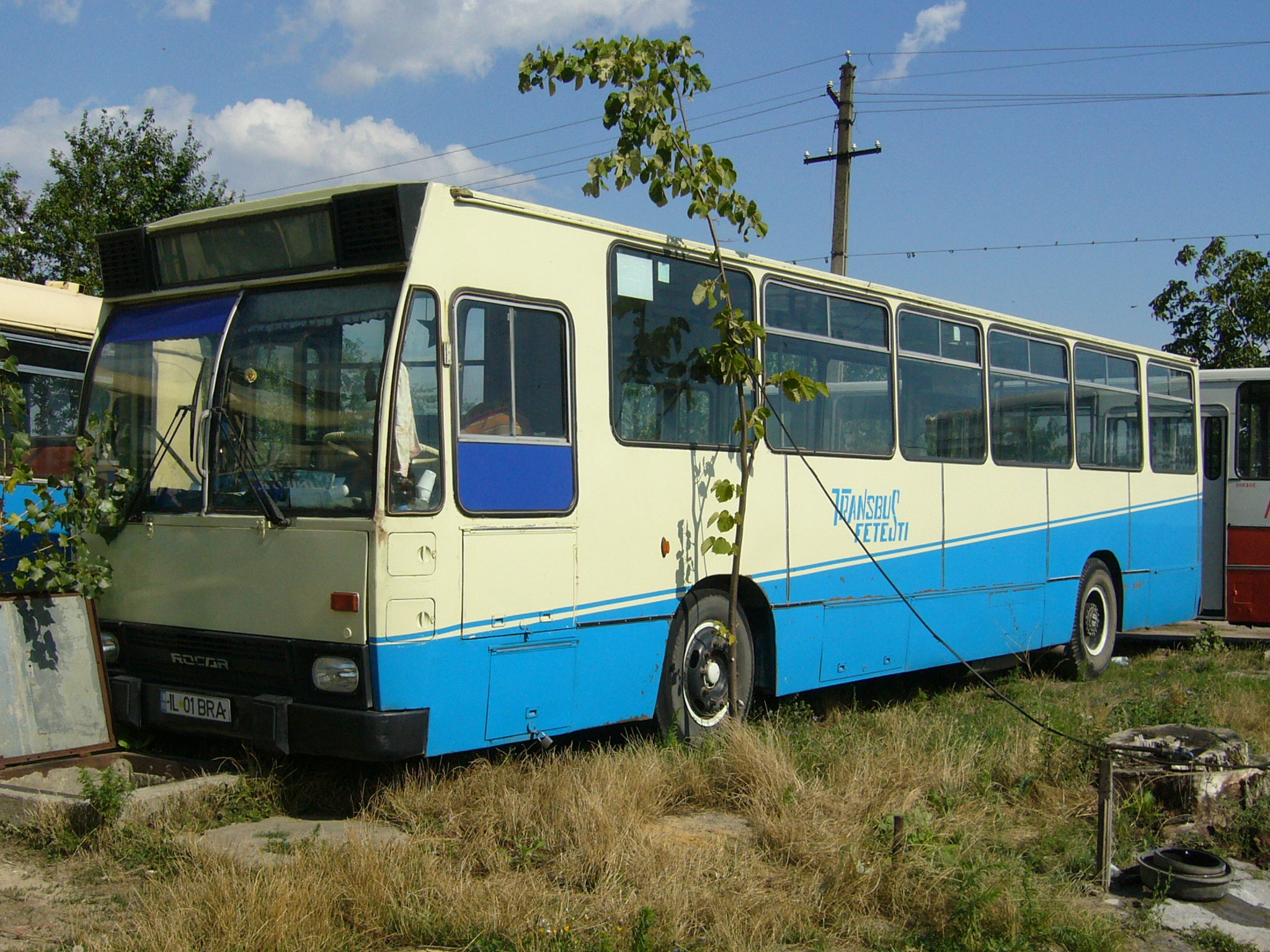
autobuz vechi Dac in Fetesti

Fetești este un municipiu în județul Ialomița, Muntenia, România, format din localitățile componente Buliga, Fetești (reședința), Fetești-Gară și Vlașca. În 2011, avea o populație de 30.217 locuitori.

## Așezare
Orașul se află în sud-estul extrem al județului, pe malul stâng al brațului Borcea al Dunării. Este străbătut de autostrada București–Constanța, pe care este deservit de o ieșire; de asemenea, de la această ieșire, șoseaua națională DN3A duce spre vest până la Lehliu-Gară (județul Călărași), iar șoseaua națională DN3B duce spre nord la Giurgeni (unde se termină în DN2A) și spre sud la Călărași. Din DN3B, la Fetești pornește și șoseaua județeană DJ212, care duce spre nord la Platonești, Țăndărei (unde se intersectează cu DN2A), Mihail Kogălniceanu și mai departe în județul Brăila la Berteștii de Jos, Stăncuța, Gropeni și Chiscani (unde se termină în DN21).
Prin Fetești trece și calea ferată București-Constanța, pe care este deservit de stația Fetești. La Fetești, din această linie se ramifică o altă cale ferată ce duce la Țăndărei și Făurei.

## Istorie
Așezarea Fetești a fost menționată pentru prima dată în anul 1528 într-un document emis de domnul Țării Românești, Radu de la Afumați.
La sfârșitul secolului al XIX-lea, Fetești avea statut de comună rurală în cadrul plășii Ialomița-Balta a județului Ialomița. Ea era formată dintr-un singur sat și avea 1236 de locuitori. În comună funcționau o stație de telegraf și poștă, două școli (una de băieți cu 29 de elevi și una de fete cu 25 de eleve) și o biserică. Anuarul Socec din 1925 consemnează comuna drept reședință a plășii Fetești a aceluiași județ, fiind compusă din satele Gara Fetești și Feteștii Noi, cu 5312 locuitori. În 1931, existau două comune, Fetești (cu satele Buliga, Fetești și Feteștii Noi) și Fetești-Gară (cu satele Fetești-Gară și Coloniști), dar cele două comune au fost în scurt timp reunite.
Devenit între timp oraș, Fetești a devenit în 1950 reședința raionului Fetești din regiunea Ialomița, apoi (după 1952) din regiunea Constanța și (după 1956) din regiunea București. În 1968, a revenit, în componența actuală, la județul Ialomița, reînființat. Din 1995, orașul are statut de municipiu.

## Demografie
Componența etnică a municipiului Fetești
     Români (75,85%)
     Romi (4,92%)
     Alte etnii (0,12%)
     Necunoscută (19,11%)
Componența confesională a municipiului Fetești
     Ortodocși (78,29%)
     Alte religii (1,7%)
     Necunoscută (20,01%)
Conform recensământului efectuat în 2021, populația municipiului Fetești se ridică la 27.465 de locuitori, în scădere față de recensământul anterior din 2011, când fuseseră înregistrați 30.217 locuitori. Majoritatea locuitorilor sunt români (75,85%), cu o minoritate de romi (4,92%), iar pentru 19,11% nu se cunoaște apartenența etnică. Din punct de vedere confesional, majoritatea locuitorilor sunt ortodocși (78,29%), iar pentru 20,01% nu se cunoaște apartenența confesională.

### Evoluție istorică
| Anul      | 1966   | 1977   | 2002   | 2011   |
| Populația | 21.412 | 27.491 | 33.294 | 27.122 |

010.00020.00030.00040.0001948195619661977199220022011populațiePopulația istorică din Fetești
Date: Recensăminte sau birourile de statistică - grafică realizată de Wikipedia

## Politică și administrație
Municipiul Fetești este administrat de un primar și un consiliu local compus din 19 consilieri. Primarul, Laurențiu Georgică Șonchereche[*], de la Partidul Social Democrat, este în funcție din octombrie 2020. Începând cu alegerile locale din 2024, consiliul local are următoarea componență pe partide politice:
|  | Partid                          | Consilieri | Componența Consiliului | Componența Consiliului | Componența Consiliului | Componența Consiliului | Componența Consiliului | Componența Consiliului | Componența Consiliului | Componența Consiliului | Componența Consiliului | Componența Consiliului | Componența Consiliului | Componența Consiliului | Componența Consiliului | Componența Consiliului |
|  | ------------------------------- | ---------- | ---------------------- | ---------------------- | ---------------------- | ---------------------- | ---------------------- | ---------------------- | ---------------------- | ---------------------- | ---------------------- | ---------------------- | ---------------------- | ---------------------- | ---------------------- | ---------------------- |
|  | Partidul Social Democrat        | 14         |                        |                        |                        |                        |                        |                        |                        |                        |                        |                        |                        |                        |                        |                        |
|  | Partidul Național Liberal       | 3          |                        |                        |                        |                        |                        |                        |                        |                        |                        |                        |                        |                        |                        |                        |
|  | Alianța pentru Unirea Românilor | 2          |                        |                        |                        |                        |                        |                        |                        |                        |                        |                        |                        |                        |                        |                        |

## Monumente istorice

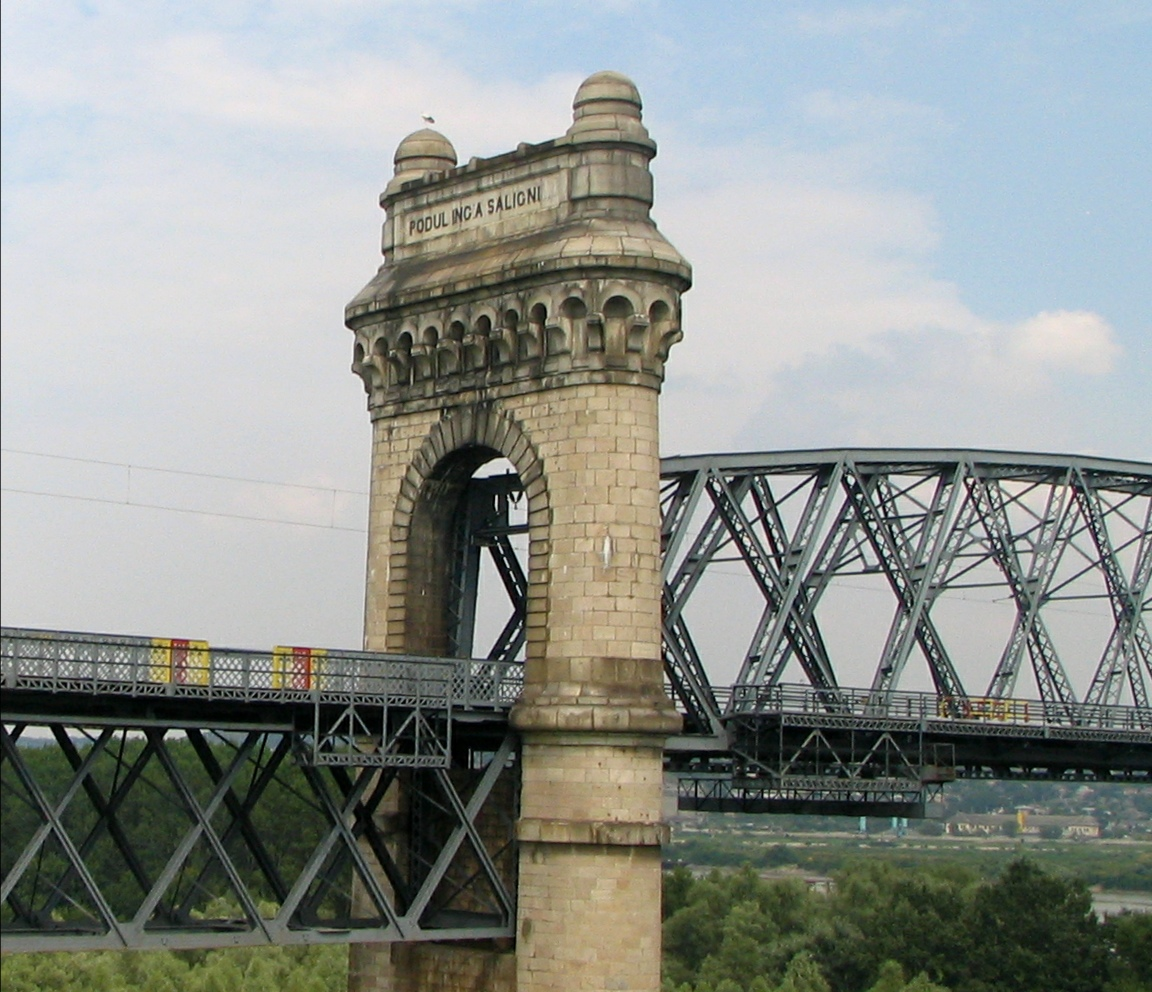
Un arc al podului Regele Carol I de la Fetești, monument istoric de interes național din municipiu.

La Fetești se află Podul Regele Carol I între Fetești și Cernavodă, proiectat de inginerul Anghel Saligny pentru asigurarea legăturii feroviare între București și Constanța; tot aici se află și gara Fetești și depoul CFR, toate monumente istorice de arhitectură de interes național.
În rest, la Fetești mai există opt obiective incluse în lista monumentelor istorice din județul Ialomița, ca monumente de interes local. Unul este un sit arheologic, aflat „La Scursoare”, ce conține urmele unei așezări medievale timpurii din secolele al X-lea–al XI-lea. Celelalte șapte sunt clasificate ca monumente de arhitectură — biserica „Adormirea Maicii Domnului” (1882) din strada Constantin Brâncoveanu; două case cu prăvălie (1905 și 1923) din strada Călărași; școala generală nr. 2 (1873); spitalul (1908); moara țărănească (secolul al XX-lea) din strada Borcea; și biserica „Sfântul Nicolae” (1884) din cartierul Dudești.

## Personalități
- Ion Vlad (1920 - 1992), sculptor francez de origine română
- Mircea Anghelescu (n. 1927), actor;
- Nicolae Motoc (1935 - 2013), poet, prozator și editor;[13]
- Gheorghe Leonte⁠(d) (n. 1963), rugbist;
- Costel Grasu (n.1967), atlet;
- Petruș Gavrilă⁠(d) (n. 1988), sportiv olimpic la canoe.